# 5-Méthyltritriacontane
Le 5-méthyltritriacontane est un hydrocarbure saturé isomère du tétratriacontane. Il a donc pour formule brute C34H70.
L'atome de carbone C5 est asymétrique, cette molécule se présente donc sous la forme d'une paire d'énantiomères :
- (5R)-5-méthyltritriacontane, numéro CAS ?
- (5S)-5-méthyltritriacontane, numéro CAS ?